# カーネルトランザクションマネージャー
カーネルトランザクションマネージャー(KTM)とは、NTFS、レジストリ、ストレージシステムに対しての、カーネルとして動作する、トランザクション機能を提供する。

## 概要
ウィンドウズのオペレーティングシステムの中核部分になっているカーネル （主にWindows VistaとWindows Server 2008）を利用することにより、 リソース上のアトミックトランザクション（原価情報処理）をアプリケーションとして利用可能にするもの。 カーネルモードで操作することによりトランザクションエンジンは、データベース管理システム（または類似のシステム）内で実行される、 分けることのできない一連の情報処理の単位をカーネルモードとユーザーモードのリソースと同じように、一般利用者がインストールしたり、利用できる形にまとめ上げる。 カーネルトランザクションマネージャーは、アプリケーション開発者が容易に、多数のエラーの復旧をし、トランザクションクライアントが管理者としての実行をする。 トランザクションクライアントは、サードパーティーとなり、トランザクションリソースマネージャーとして、リソース上に一連の情報処理を起こす。 リソースマネージャーはサードパーティとして、またはシステムを構築する。 カーネルトランザクションマネージャーはトランザクションNTFS (TxF) とトランザクションレジストリー (TxR) を実行し、ログファイルシステム (CLFSCommon Log File System) の為の操作である。 ログファイルシステム (CLFS) の一般的な目的は、コンピューターデータログと、イベントログ (Event logging) のサブシステムとしてデザインされている。